# 善照寺砦公園
善照寺砦公園（ぜんしょうじとりでこうえん）は、愛知県名古屋市緑区鳴海町砦3に所在する都市公園。織田信長が今川義元との桶狭間の戦いの際に布陣した善照寺砦の跡地に位置する。
敷地内には、鳴海絞りを広めた三浦玄忠の顕彰碑（「鳴海絞開祖三浦之碑」、鳴海絞組合建立）が建つ。
毎年10月の第二日曜日に氏神社の成海神社の祭礼に合わせ、近隣町内の祭礼が行われる。